# 임호초등학교
임호초등학교는 대한민국 경상남도 김해시에 있는 초등학교다.

## 연혁
- 1997.09.01 임호초등학교 개교
- 1998.11.30 체육과 도 우수학교 선정
- 2001.11.01 시 지정 국어과교육 시범 보고회
- 2009.03.01 ~ 2010.02.28 기초학력 책임지도 지역중심학교 운영
- 2013.03.01 ~ 2014.02.28 기초학력 책임지도 지역중심학교, 학부모 교육 거점기관, 뒤처지는 학생 없는 학교 운영
- 2014.03.01 제7대 황두자 교장 부임·국제이해교육 과제 중점학교 운영
- 2014.12.19 2014. 『이웃과 함께』봉사활동 도 우수학교 선정
- 2015.02.17 제17회 졸업장 수여식 152명 졸업(총 4,427명 졸업)
- 2015.03.01 32학급 편성(특수학급 1 포함)